# Космічне дзеркало
Меморіал «Космічне дзеркало», який є частиною більшого меморіалу космонавтів, є національним меморіалом на території комплексу для відвідувачів космічного центру імені Джона Кеннеді на острові Меррітт, штат Флорида. Він підтримується Фондом меморіалу космонавтів (ФМК), офіси якого розташовані в Центрі космічної освіти НАСА поруч із комплексом відвідувачів. Меморіал був розроблений Голтом Гіншо Пфау Джонсом у 1987 році й присвячений 9 травня 1991 року, щоб згадати життя чоловіків і жінок, які загинули в різних космічних програмах США, особливо в програмах НАСА. Меморіал космонавтів був визначений Конгресом США «як національний меморіал астронавтам, що загинули під час виконання службових обов'язків» (Спільна резолюція 214, 1991).
Окрім 20 кар'єрних астронавтів НАСА, меморіал включає імена летуна-випробувача ВПС США X-15, офіцера ВПС США, який загинув під час підготовки до втаємниченої на той час військово-космічної програми, цивільного учасника космічного польоту, який загинув у катастрофі «Челленджера» та ізраїльського астронавта, який загинув у катастрофі «Колумбії».
У липні 2019 року ФМК одноголосно проголосував за включення приватних астронавтів до меморіалу, визнаючи важливий внесок членів екіпажу приватних космічних польотів в американську космічну програму. Першим цивільним жителем, якого додали до стіни, став пілот Scaled Composites Майкл Т. Алсбері, який загинув в катастрофі SpaceShipTwo 31 жовтня 2014 року. Його ім'я було додано до меморіалу 25 січня 2020 року.

## Елементи меморіалу

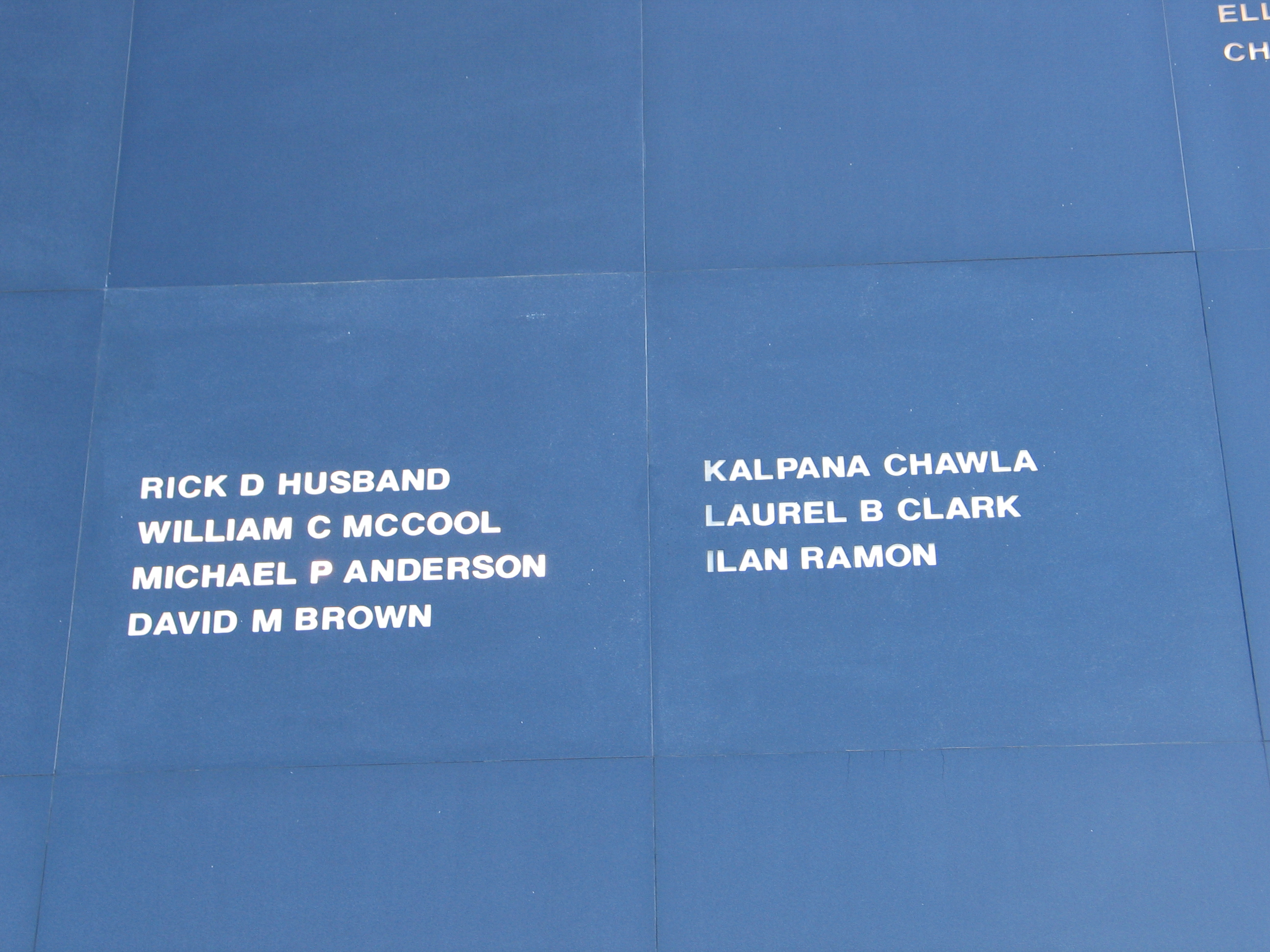
Дві панелі показують імена екіпажу космічного шатла STS-107 «Колумбія».

Головною особливістю меморіалу є Космічне дзеркало — плоский простір із полірованого чорного граніту висотою бл. 13 м і шириною бл. 15,25 м, розділений на 90 невеликих панелей. Імена 25 загиблих астронавтів розкидані по дзеркалу, причому імена астронавтів, які загинули в одному і тому ж інциденті, згруповані на одній панелі або на парах сусідніх панелей. Імена повністю прорізані в поверхні, оголюючи напівпрозору основу, і заповнені напівпрозорим акрилом, який потім підсвічується світлодіодними лампами, змушуючи імена світитися і здаватися летючими у відбитті неба.
Поруч із Космічним дзеркалом розташована гранітна стіна зі світлинами й короткими життєписами тих, хто був зображений на дзеркалі. Меморіал Космічного дзеркала був розроблений Весом Джонсом із компанії Holt Hinshaw Pfau Jones і був замовлений після перемоги на міжнародному конкурсі дизайну.

### Неробочий механізм відстеження сонця
Побудований меморіал включав двигуни та домкрати, що постійно відстежували Сонце на небі як за віссю, так і за нахилом. Параболічні відбивачі на зворотному боці дзеркала направляли сонячне світло через акрилові панелі, освітлюючи імена героїв сонячним світлом. За нестачі сонячного світла використовувалися додаткові прожектори.
У 1997 році система стеження вийшла з ладу, внаслідок чого частина монумента вдарилася об сталеву балку на сусідній платформі. Страхова компанія заплатила 375 000 дол. за лагодильні роботи, але пізніше механізм знову вийшов з ладу через подальші складнощі з поворотним кільцем.
Орієнтовна вартість лагодження склала близько 700 000 дол., і Фонд пам'яті астронавтів одноголосно вирішив, що ці гроші краще витратити на освітні програми. Прожектори були переставлені й горять цілодобово, висвітлюючи меморіал.

## Фінансування меморіалу
Меморіал «Космічне дзеркало» коштує 6,2 млн дол.
Меморіал повинен був частково фінансуватися коштом продажу торгових карток Space Shots. Було укладено угоду про 25 % прибутку Space Shots в обмін на гарантування позики в 160 000 дол. Фонду належало 400 000 дол, які так і не були виплачені.
Меморіал космічного дзеркала і Фонд пам'яті астронавтів частково фінансуються коштом спеціального реєстраційного знака для транспортних засобів, що видається штатом Флорида. Вперше він був випущений в 1987 році й став першим спеціальним знаком штату під назвою «Челленджер». У третьому виданні, поданому у 2004 році, в текст включений напис «Колумбія», і тепер знак підписано як «Челленджер/Колумбія». У 2009 році номерні знаки принесли 377 000 дол.
Чверть доходу від пам'ятних монет «Аполлон-11 з п'ятдесятої річниці» піде Фонду меморіалу астронавтів.

## Вшанування
Право на включення в меморіал мають тільки ті, хто загинув під час польотів людини в космос або під час підготовки до таких польотів, що спонсоруються Сполученими Штатами.
Люди, яких вшановано на меморіалі:
- Теодор Фрімен, один із призовників "групи астронавтів 3" з 1963 року, загинув унаслідок навчальної аварії Т-38 31 жовтня 1964 року.
- Елліот Сі та Чарльз Бассет загинули в результаті аварії Т-38 28 лютого 1966 р., коли їх літак впав у туманний день у будівлю 101 Макдонелла. Спочатку вони мали бути екіпажем Gemini 9. Бассетт був ще одним новобранцем групи 3, тоді як See був рекрутом групи 2 космонавтів з 1962 року.
- 27 січня 1967 року Гас Гріссом, Ед Вайт і Роджер Чаффі перебували в капсулі «Аполлона-1» для перевірки герметичності роз'ємів, коли в результаті короткого замикання загорілися горючі матеріали в атмосфері чистого кисню під тиском. Астронавти померли від отруєння чадним газом до того, як наземні команди змогли дістатися до них. Гріссом, один з астронавтів місії «Меркурій-7», до цього літав двічі. Вайт зробив перший в США вихід у відкритий космос на «Джеміні-4». Чаффі, новачок, був новобранцем Групи 3.
- Кліфтон Вільямс загинув у катастрофі під час навчання Т-38 5 жовтня 1967 року. Ще один призовник групи 3, він перебував у ротації космонавтів «Аполлон» і мав би бути в екіпажі «Аполлона-12». Його пам'ять також увічнена четвертою зіркою на офіційному значку місії «Аполлон-12».
- Майкл Дж. Адамс загинув у катастрофі Х-15 15 листопада 1967 року. Він не був новобранцем астронавтів НАСА, але створив меморіал завдяки тому, що отримав Знак космонавта за стандартом USAF, досягнувши висоти трохи більше 50 миль у своєму фатальному польоті. Він також був у програмі пілотованої орбітальної лабораторії ВПС США.
- Роберт Х. Лоуренс-молодший загинув 8 грудня 1967 р., Коли F-104, в якому він був пілотом-інструктором для літного випробувача, зазнав аварії, і його парашут з катапультатом не відкрився. У той час він брав участь в програмі пілотованої орбітальної лабораторії та міг би стати одним з перших афроамериканських астронавтів, якби вижив і прийняв пропозицію НАСА всім кандидатам у віці до 35 років на участь в космічній програмі, коли в 1969 році програма MOL була згорнута.
- 28 січня 1986 року космічний човник «Челленджер» розвалився на частини через 73 секунди після запуску в рамках місії STS-51-L через дефект в одному з твердопаливних ракетних прискорювачів. Всі сім членів екіпажу — Франсіс «Дік» Скоби, Майкл Дж. Сміт, Рональд Макнейр, Грегорі Джарвіс, Джудіт Рєзнік, Еллісон Онізука і Кріста Маколіфф — загинули. Скоби, Макнейра, Резник і Онізука вже літали раніше. Резник була другою американською жінкою в космосі після Саллі Райд. МакОліфф брала участь в проєкті «Учитель в космосі».
- M. Л. «Сонні» Картер загинув 5 квітня 1991 року в катастрофі рейсу 2311 авіакомпанії Atlantic Southeast Airlines. Картер був пасажиром, що летів у справах НАСА. Він літав на STS-33 і в той час проходив підготовку до STS-42.
- 1 лютого 2003 року космічний човник «Колумбія» розпався при вході в атмосферу в кінці місії STS-107 через пошкодження під час підйому. До складу екіпажу входили Рік Хазбенд, Вільям К. МакКул, Девід М. Браун, Калпана Чавла, Майкл П. Андерсон, Лорел Кларк і Ілан Рамон. Чоловік, Чавла та Андерсон були ветеранами. Рамон був пілотом ізраїльських ВПС.
- 31 жовтня 2014 року SpaceShipTwo розірвався під час свого четвертого польоту, в результаті чого загинув другий пілот Майкл Т. Алсбері і серйозно поранено першого пілота. Обидва летіли до Scaled Composites на місії Virgin Galactic[9].

## Фонд меморіалу космонавтів
Президентом Фонду меморіалу космонавтів був Стівен Фельдман з 1999 по 2012 рік. Щорічно йому платили 303 000 дол. Це було критиковано як найвище серед 100 неприбуткових організацій округу Бревард. Його зарплата становила 18,3 % від бюджету фонду в 1,8 млн дол. у 2009 фінансовому році. Він захистив свою зарплату, сказавши, що він є єдиним збором коштів та головним фінансовим директором фонду.
Тад Альтман став президентом та генеральним директором Фонду меморіалу астронавтів у серпні 2012 року. До складу ради директорів входять Ейлін Коллінз — голова, Джек Кіршенбаум — заступник голови, Грегорі Х. Джонсон — скарбник, Шеріл Л. Чаффі — секретар.

## Галерея

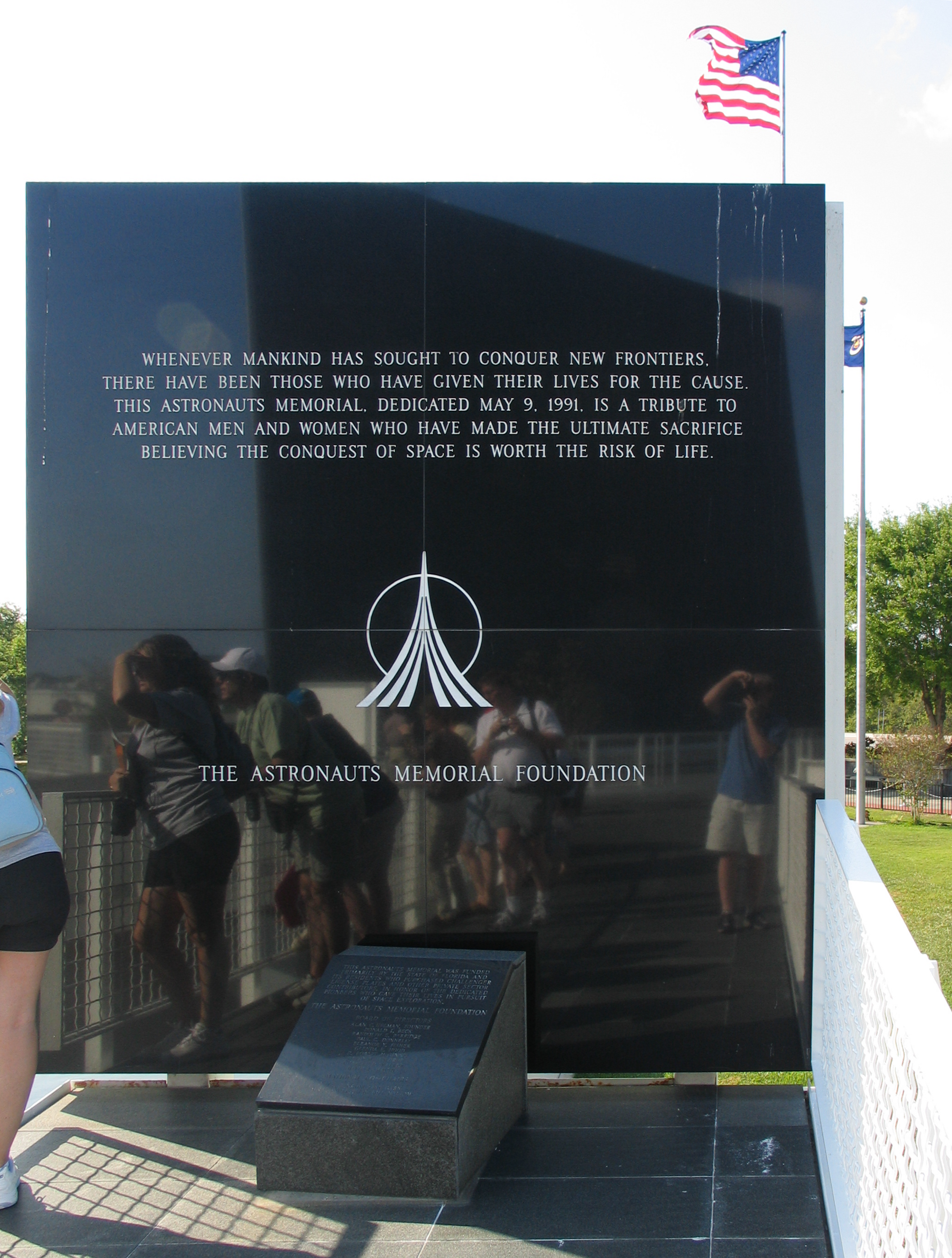
Підпис космічного дзеркала
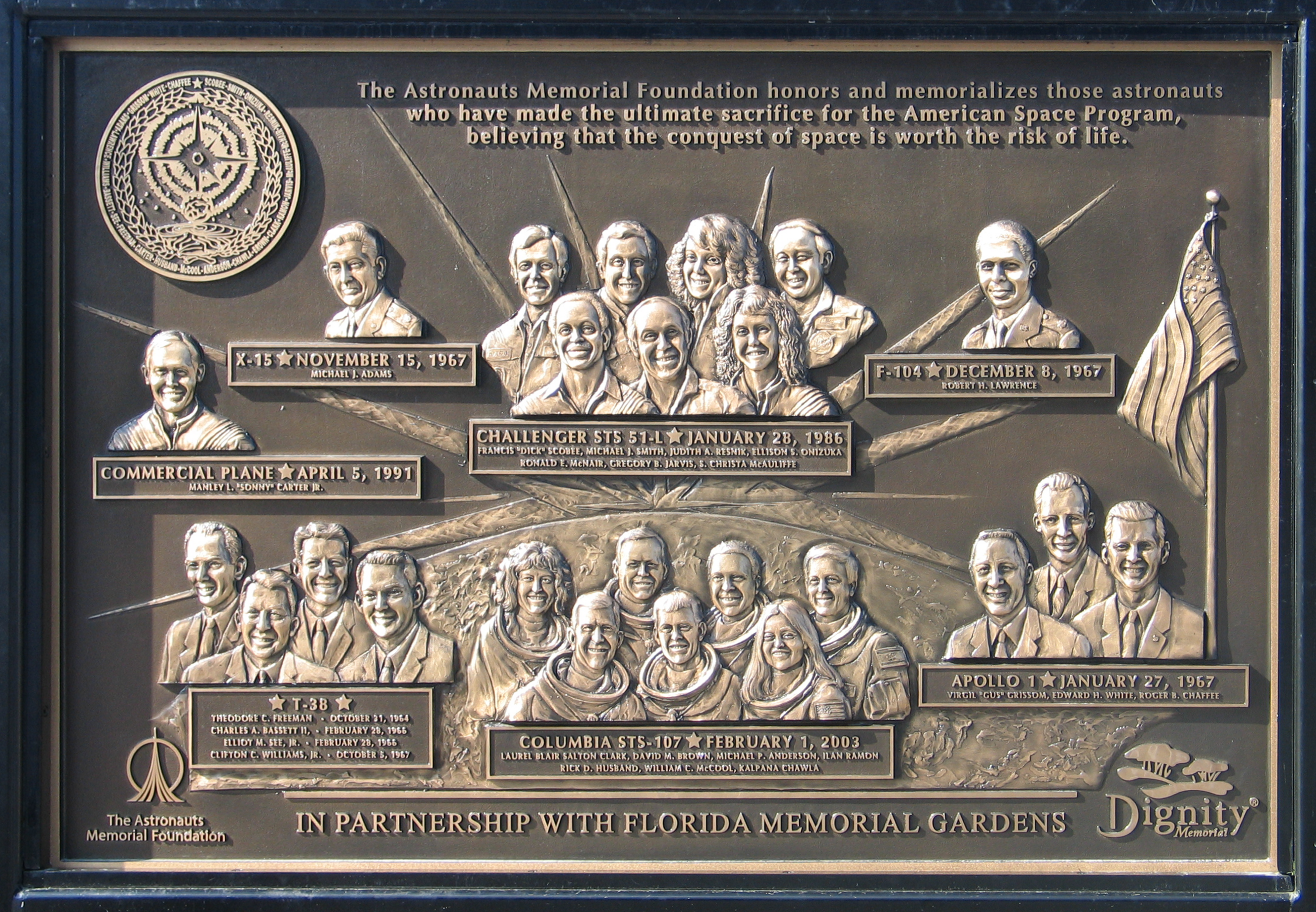
Меморіал гідності
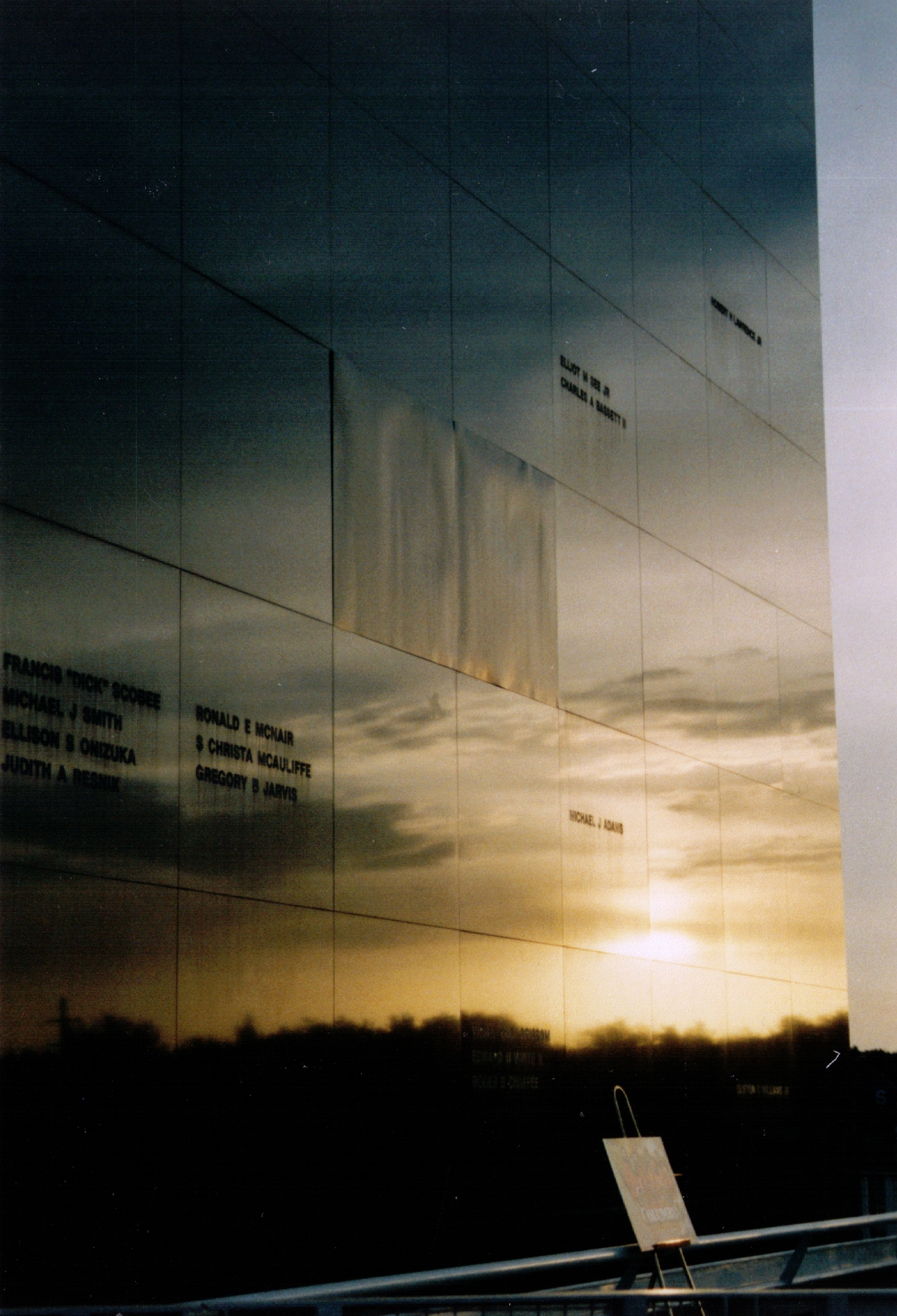
Космічне дзеркало на заході сонця